# ابن جزار
ابن جزار (عربی: أحمد بن الجزار؛ زاده: ۸۹۸ مصادف با ۲۱ جمادی‌الاول ۳۲۰ - درگذشته: ۹۷۹ یا ۱۰۱۰) با نام اصلی ابو جعفر احمد بن ابراهیم ابی خالد القیروانی معروف به ابن الجزار القیروانی اولین طبیب و پزشک مسلمانی است که در زمینه‌های مختلف تخصصی در طب کتاب‌های مختلفی را نگارش کرده‌است مانند طب اطفال و طب بزرگسالان،
علم پزشکی را نزد پدر و عمویش آموخت و با تجربه و دانش‌اندوزی چندساله‌اش به پزشکی ممتاز تبدیل شد. او حدود ۷۰ سال از عمرش را به گوشه‌نشینی گذراند و برخلاف دیگر پزشکان آن زمان، هیچ دوستی و نزدیکی با درباریان نداشت. بر پایهٔ منابع تاریخی او درمانگاهی را برای درمان بیماران برپا کرده بود و به‌طور رایگان آنان را معالجه می‌نمود. از آثار او می‌توان کتاب «زادُ المُسافر، اَلاِعتماد و اَلتّعریف بِصَحیح التّاریخ» را ذکر نمود.
وی در القیروان در تونس حدوداً در سال ۲۸۵ هجری قمری برابر با ۸۹۸ میلادی در خانواده‌ای که عمده اعضای این خانواده در پزشکی و علم طب مشهور بودند متولد شد، وی به گفته بعضی مورخین در سال ۳۶۹ هجری قمری برابر با ۹۷۹ میلادی و به گفته عده دیگری در سال ۴۰۰ هجری قمری برابر با ۱۰۱۰ میلادی درگذشت.

## تحصیلات و پزشکی
ابن الجزار در نزد اسحاق بن سلیمان الاسرائیلی علم طب را فراگرفت، بعد از آن وی در اندلس و شمال دریای مدیترانه شهرت و معروفیت گسترده‌ای پیدا کرد بطوری که دانشجویان گروه گروه از اندلس برای فراگیری علم پزشکی نزد وی به قیروان می‌آمدند. در رابطه با وی و کارهایش خیلی‌ها منجمله صاعد الاندلسی و ابن ابی اصیبعه به نگارش پرداختند و شهرت کارهایش به دانشگاه‌های سالرنو و مون‌پلیه رسید.
ابن الجزار قوانین طبیعی عمومی و اسم گیاهان را به سه زبان عربی، یونانی و بربری تنظیم و مرتب نمود، وی مستمر بر یک قاعده نیز تأکید داشت که عبارت بود از اینکه «هر مریضی را دوای گیاهی سرزمین خودش مداوا می‌کند برای اینکه زمین هر منطقه متناسب با طبیعت و دردهای همان منطقه گیاهانی که تأثیرات دارویی را رشد و نمو می‌دهد»
کتاب توشه مسافر و غذای آماده که از نوشته‌ها و تألیفات ابن جزار می‌باشد کتاب ارزشمندی در زمینه طب می‌باشد که کماکان در دانشگاه‌ها و دانشکده‌ها از آن برای آموزش استفاده می‌کنند.
علم و دانش ابن الجزار مورد اعتماد مردم عرب در شرق بود و در این رابطه بسیاری از متخصصین در طب به بحث و بررسی می‌پرداختند، همچنین کارهای وی در اندلس نیز رشد و رواج پیدا کرده بود، به دلیل اینکه قسطنطین بسیاری از کتاب‌های وی را به اروپا برد نظریات جسورانه وی در علم طب در قرن ده میلادی به اروپا نیز رشد و رواج یافته بود بطوریکه ناپلئون بناپارت یک جلد از کتاب توشه سفر و غذای آماده را با خود در حمله فرانسه به مصر حمل می‌نمود.
ابن الجزار مردی آرام بود که در شادی‌ها و اندوه‌های مردم شرکت می‌کرد ولی با آن‌ها طعامی نمی‌خورد. وی برای شخصیت خودش احترام قائل بود و می‌گفت در بین مردم نبایستی دچار هیچ لغزش و خطایی شد. وی بسیار از قضاوت دوری می‌کرد برای همین در هیچ محکمه‌ای حاضر نشد و هیچ موقع به عنوان عضوی از اعضای نظام و دستگاه قضاوت یعنی حکومت نبود بطوریکه خیلی از فقها و دانشمندان آن زمان وی را الگو و سرچشمه خود در این زمینه قرار داده بودند.

## مرگ المنصور امیر تونس
از حوادثی که در زمان حیات وی برایش اتفاق افتاد، حادثه و برخورد وی با المنصور بود (المنصور امیر تونس بوده‌است)، وی در هنگام سفر خودش دچار بیماری سرما خوردگی و زکام و… می‌گردد، در حین برگشت تصمیم می‌گیرد که به حمام برود ولی پزشک و طبیب وی ابن سلیمان الاسرائیلی او را از این کار نهی و برحذر می‌دارد ولی المنصور قبول نمی‌کند و داخل حمام می‌گردد، در نتیجه اینکار درجه حرارت بدن منصور بشدت بالا می‌رود و نمی‌تواند استراحت کند و بخوابد، الاسرائیلی اقدام به معالجه وی می‌کند ولی نمی‌تواند که مسئله او را حل کند لذا المنصور درخواست یک پزشک دیگر را می‌کند که برای وی ابن الجزار را که در زمان جوانی‌اش بوده‌است را می‌آورند، ابن الجزار اقدام به جمع کردن مقداری گیاه مخدر می‌کند تا وی استشمام کرده و بخواب برود، در این زمان الاسرائیلی به محل وارد می‌گردد که به وی می‌گویند که المنصور خواب است، وی بعد از چک بیمار می‌گوید وی مرده‌است، وقتی که اطرافیان وی متوجه شدند تصمیم به قتل و کشتن ابن الجزار می‌گیرند ولی الاسرائیلی به دفاع از وی برمی‌خیزد ومی‌گوید او همان کاری را کرده‌است که هر طبیب دیگری هم بود انجام می‌داد و مشکل در این بوده‌است که اصل مرض ناشناخته بوده‌است.

## آثار
- توشه مسافر و غذای آماده (این کتاب توسط قسطنطین الافریقی به زبان لاتین ترجمه شده‌است)
- اعتماد به دواهای مفرد و تکی
- آرزو و میل به دواهای مرکب
- طب فقیران و مسکینان
- معده و بیماری‌های آن و درمان آن
- توشه مسافر در درمان دردها
- طب کهنسالان
- اسباب و علت‌های طول عمر
- سیاست کودکان و نحوه اداره آنها- مرجع در طب کودکان.[۳][۴][۵][۶]